# اچ‌ام‌اس تتیس (۱۸۹۰)
اچ‌ام‌اس تتیس (۱۸۹۰) (به انگلیسی: HMS Thetis (1890)) یک کشتی بود که طول آن ۳۱۴ فوت (۹۵٫۷ متر) بود. این کشتی در سال ۱۸۹۰ ساخته شد.